# Щемелинки (Московская область)
Щемелинки — деревня в городском округе Шаховская Московской области.

## Население
| 1859 | 1926 | 2002 | 2006 | 2010 |
| ---- | ---- | ---- | ---- | ---- |
| 135  | ↗136 | ↘4   | ↘1   | ↗16  |

## География
Деревня расположена в центральной части округа, примерно в 8 км к юго-западу от райцентра Шаховская, на южном берегу Верхнерузского водохранилища, высота центра над уровнем моря 212 м. Ближайшие населённые пункты — Бролино на севере и Сутоки на юго-востоке.
В деревне 14 улиц.
Останавливаются автобусы № 44 и 46.

## Исторические сведения
В 1769 году на месте деревни находилась пустошь Ченцово Хованского стана Волоколамского уезда Московской губернии, бывшая в споре между Соковниными и Федором Ивановичем Дмитриевым-Мамоновым.
В середине XIX века деревня Щемеленки относилась к 1-му стану Волоколамского уезда и принадлежала тайному советнику Владимиру Михайловичу Прокоповичу-Антонскому. В деревне было 13 дворов, крестьян 28 душ мужского пола и 31 душа женского.
В «Списке населённых мест» 1862 года Щимелинки — владельческое сельцо 1-го стана Волоколамского уезда Московской губернии по правую сторону Московского тракта, шедшего от границы Зубцовского уезда на город Волоколамск, в 35 верстах от уездного города, при реке Белой, с 12 дворами и 135 жителями (63 мужчины, 72 женщины).
По данным на 1890 год входило в состав Муриковской волости, число душ мужского пола составляло 48 человек.
В 1913 году в деревне 22 двора, имение Шведова с водяной мельницей.
Постановлением президиума Моссовета от 24 марта 1924 года Муриковская волость была включена в состав Судисловской волости.
По материалам Всесоюзной переписи населения 1926 года — деревня Титеевского сельсовета, проживало 136 человек (60 мужчин, 76 женщин), насчитывалось 28 крестьянских хозяйств.
С 1929 года — населённый пункт в составе Шаховского района Московской области.
1994—1995 гг. — деревня Черленковского сельского округа Шаховского района.
1995—2006 гг. — деревня Волочановского сельского округа Шаховского района.
2006—2015 гг. — деревня сельского поселения Степаньковское Шаховского района.
2015 г. — н. в. — деревня городского округа Шаховская Московской области.